# Giuseppe Russo (vescovo)
Giuseppe Russo (Taranto, 12 giugno 1966) è un vescovo cattolico italiano, dal 7 dicembre 2023 vescovo di Altamura-Gravina-Acquaviva delle Fonti.

## Biografia
È nato a Taranto, in provincia e arcidiocesi di Taranto, il 12 giugno 1966.

### Formazione e ministero sacerdotale
Dopo aver frequentato il Pontificio Seminario Romano Maggiore a Roma, ha conseguito il baccellierato in teologia ed è stato ordinato presbitero il 24 giugno 1995.
Dopo l'ordinazione ha perfezionato gli studi, conseguendo la licenza in diritto canonico presso la Pontificia Università Lateranense di Roma nel 1996, mentre nel 2005 ha conseguito una laurea in ingegneria civile presso l'Università di Pisa.
Dal 2016 al 2022 è stato sottosegretario dell'Amministrazione del patrimonio della Sede Apostolica. Dal 2022 e fino alla nomina episcopale è stato parroco della parrocchia di San Francesco d'Assisi a Martina Franca.

### Ministero episcopale
Il 7 dicembre 2023 papa Francesco lo ha nominato vescovo di Altamura-Gravina-Acquaviva delle Fonti; è succeduto a Giovanni Ricchiuti, dimessosi per raggiunti limiti d'età.
Il 21 gennaio 2024 ha ricevuto l'ordinazione episcopale, nella concattedrale Gran Madre di Dio di Taranto, da Ciro Miniero, arcivescovo metropolita di Taranto, co-consacranti Nunzio Galantino, presidente emerito dell'Amministrazione del patrimonio della Sede Apostolica, e Domenico Pompili, vescovo di Verona. Il 10 febbraio seguente ha preso possesso della diocesi.

## Genealogia episcopale
La genealogia episcopale è:
- Cardinale Scipione Rebiba
- Cardinale Giulio Antonio Santori
- Cardinale Girolamo Bernerio, O.P.
- Arcivescovo Galeazzo Sanvitale
- Cardinale Ludovico Ludovisi
- Cardinale Luigi Caetani
- Cardinale Ulderico Carpegna
- Cardinale Paluzzo Paluzzi Altieri degli Albertoni
- Papa Benedetto XIII
- Papa Benedetto XIV
- Papa Clemente XIII
- Cardinale Enrico Benedetto Stuart
- Papa Leone XII
- Cardinale Chiarissimo Falconieri Mellini
- Cardinale Camillo Di Pietro
- Cardinale Mieczysław Halka Ledóchowski
- Cardinale Jan Maurycy Paweł Puzyna de Kosielsko
- Arcivescovo Józef Bilczewski
- Arcivescovo Bolesław Twardowski
- Arcivescovo Eugeniusz Baziak
- Papa Giovanni Paolo II
- Cardinale Crescenzio Sepe
- Arcivescovo Ciro Miniero
- Vescovo Giuseppe Russo